# 火舞黃沙
《火舞黃沙》（The Dance of Passion，前名《黃土大地》），是香港電視廣播有限公司拍攝製作的民初恩仇劇集，由林保怡、陳豪、蔡少芬、黎姿、佘詩曼及邵美琪領銜主演，並由黃德斌、陳鴻烈、鍾景輝、王賢誌及周家怡聯合演出，監製戚其義。藝人黃德斌亦憑此劇中的精湛演技奪得萬千星輝頒獎典禮2006的「最佳男配角」。

## 故事大綱
陝北黃土高原上住著閻、宋兩族人，宋族一直依附閻族而生，自滿清道光年起，三代相安無事。然而閻萬曦（林保怡飾）當上閻族族長後，萬里黃沙上即翻起了動魄無比的兩族鬥爭……
解放前，黃土高原上的閻家寨以炮仗出名。阎家製作的炮仗經銷全國。閻家寨裡居住著宋、閻兩族人，兩族人之間一直就摩擦不斷。由於閻姓掌握著這裡炮仗生意，所以在閻族人在這裡還是稍占上風。
千金小姐計明鳳（黎姿飾）生於大戶之家，自少便在城中留學，本以為學成之後，便可一展所長。但命運播弄，兄長計元德（李啟傑飾）接管家族生意後，家道中落。元德為了金錢，竟將明鳳許配給萬曦為妻，從此改寫了明鳳的一生。明鳳與萬曦之弟閻萬天（王賢誌飾）本是同窗情侶，明鳳嫁與萬曦之前，本想逃避婚約，與萬天一走了之，但萬天到最後，竟因無膽量忤逆萬曦，拒絕了明鳳的要求，明鳳一氣之下，怒然嫁入閻家，要成為萬天的大嫂，令萬天終生抱撼……
明鳳與好友家春分（佘詩曼飾）—一個被認為「尅夫」的農家女子，同日嫁上高原，兩人在途中遇上大風沙，差點便命喪風沙之中，幸得一好心人將兩人救回，正當兩人感謝蒼天之際，駭然發現好心人乃是馬賊（趙樂賢飾）；馬賊垂涎二人美色，欲向兩人施暴，明鳳與春分合力將馬賊殺掉，兩人雖倖免於難，但春分擔心，與馬賊共處一夜，必被人誤會為失節之軀，春分為怕惹來閒言，向明鳳苦苦哀求，兩人最後合謀毀屍滅跡，此事亦變成兩人終身秘密。洞房之夜，明鳳發覺萬曦性情暴戾，蠻不講理。兩人的成見日深，明鳳越來越憎恨萬曦，終日欲逃離閻家，當萬曦將萬天趕離閻家舖之後，明鳳更認定萬曦是一個無情無義之人……
經過重重波折之後，明鳳與萬曦的關係才日漸和諧。當明鳳得悉萬曦的隱衷，才明白萬曦之所無情無理，乃因其失聰的缺陷所致，明鳳同情萬曦之餘，不知不覺間，更深深愛上了萬曦。萬曦亦慢慢信任明鳳，明鳳取代了萬天的位置，成為萬曦最得力的心腹助手。明鳳一心一意向著萬曦，為鞏固萬曦在閻家的勢力，明鳳不惜與閻國業交惡，替姑奶奶報仇……
宋族後人宋東昇（陳豪 飾）因為和當地的寡婦互生情愫，準備逃走時被族人捉住。這裡的主事人閻家族長萬曦於是主持執行家法。東升看著情人被活活燒死，而他也被纏上長長的炮仗被執行「點天燈」。東升僥倖逃過一死，被趕出了閻家寨，勒令以後永遠不准回來。情人的慘死在東升心裡埋下了仇恨的種子，他決定有朝一日一定要再次回來為死去的情人復仇。兩年後（民國21年，即明鳳嫁入閻家舖的同一年），東昇以為父奔喪為名而再踏足閻家。東昇為了跟萬曦抗衡，決心助好兄弟宋東陽（黃德斌飾）登上宋族當家之位，跟其時盛勢凌人的當家焦玉（蔡少芬飾）爭一日之長短。另一方面，一直嚴守族規的萬曦竟跟焦玉種下情根；明鳳縱然傷心，卻仍對他不離不棄……

## 概述
《火舞黃沙》是劇集《金枝慾孽》的大部份班底所拍攝的。承繼《金枝慾孽》的強勢。故事以陝北閻、宋兩家的恩怨情仇為背景。此劇不同於一般古裝，以陝北民生為背景，所以有很重的鄉土色彩。最後此劇製造出不少話題，劇中宋東陽（黃德斌飾）為一個不能人道的男子漢，但劇外因為他的健美身材而使他人氣急升，更憑此劇奪得最佳男配角獎項。

## 演員表

### 閻家

#### 閻家長房
| 演員   | 角色     | 暱稱／關係 |
| 鍾景輝 | 閻國業   | 閻老爺 閻家長房老爺 閻少虹之兄 閻萬曦之過繼父 閻萬天之大伯，最後有意把其過繼 年輕時曾勾引二房之媳婦並殺人滅口，後被其妹發現而把其打成殘廢 於第19集被迫離開閻家鋪去省城 於第24集跟萬天返回閻家鋪報仇 於第30集與閻萬天設計讓閻萬曦失去家族財產 於第31集病情突然變差而病逝                                                                                          |
| 陳秀珠 | 閻少虹   | 閻家長房姑奶奶 閻國業之妹 閻萬曦之姑姐 年輕時被其兄打成殘廢後被對方聲稱原因爲要阻止其私奔，但事實爲要其無法道出其兄之惡行 於第27集恢復手指活動能力並向計明鳳指出其兄之惡行 於第31集預備毒死其兄，卻未成事對方已暈倒 |
| 林保怡 | 閻萬曦   | 閻老闆 閻家長房少爺／閻族族長／吉慶堂大當家 閻國業之過繼子 閻萬天之親兄 閻少虹之侄子 左芷君、計明鳳之夫 與焦玉互相利用，最後互相愛慕 爲失聰人士，靠讀脣來解話 於第20集與喬老二駁火時誤殺宋東曉 於第31集被宋東昇陷害與焦玉有染而被竹去點天燈，到最後被對方釋放 於第32集被喬老二和馬賊打傷導致雙眼失明，之後六年一直以爲焦玉陪伴其身邊，但最後發現對方一直爲計明鳳 |
| 郭少芸 | 左芷君   | 閻家長房大少奶 閻萬曦之正室 五年前被馬賊捉走而下落不明，實已嫁給喬老二並育有一子 於第19集回來並假裝患有失心風 於第20與喬老二逃走時被閻萬曦開槍擊中而身亡 |
| 黎 姿  | 計明鳳   | 閻少奶奶 閻家長房細少奶 閻萬曦之繼室 計元德之妹 家春分之好友 閻萬天之舊情人 原本憎恨閻萬曦並欲向其報仇，卻逐漸愛上對方 於第32集趕去天燈台救其夫時遇上馬賊並被捉走，後因焦玉被殺而六年來一直假扮其留在閻萬曦身邊直至真相大白互相陪伴 |
| 王賢誌 | 閻萬天   | 閻二少 閻家七房幼子／吉慶堂二少爺 閻萬曦之親弟 閻國業之侄，最後有意被過繼爲子 計明鳳之舊情人 於第8集因仍然對計明鳳有感覺而離開閻家鋪 於第24集跟閻國業返回閻家鋪報仇 於第30集與其伯父設計讓閻萬曦失去家族財產 於第32集救回其兄和計明鳳並與二人生活 |
| 凌禮文 | 陳 昆    | 陳掌櫃 閻家長房掌櫃 |
| 何偉業 | 關 丙    | 閻家長房僕人 |
| 黃樂兒 | 阿 静    | 閻家長房僕人 |
| 張貝蒨 | 秋 菊    | 閻家長房僕人 |
| 陳建文 | 閻家家丁 | 閻家長房僕人 |

#### 閻家各偏房
| 演員   | 角色     | 暱稱／關係 |
| 李海生 | 閻國棟   | 十三叔、國棟叔 閻氏父老 閻國業之堂弟                                                                                       |
| 馮素波 | 輔璋嫂   | 閻國良、閻國基之母 茅小卓、小翠之家姑 患有失心風，經常大叫要懲罰些姦夫淫婦 於第23集推完宋東昇下井後便猝死                  |
| 徐 榮  | 閻國基   | 國基叔 吉慶堂工頭 輔璋嫂之子 小翠之夫 閻國業之堂弟                                                                         |
| 簡慕華 | 小 翠    | 國基嫂 吉慶堂女工 閻國基之妻 輔璋嫂之二媳婦 於第31－32集被計明鳳和家春分要挾釋放其二人，後因帶二人去天燈台而遇上馬賊被淫辱 |
| 張達倫 | 閻氏子弟 | 吉慶堂工人 |
| 柯 嵐  | 閻氏子弟 | 吉慶堂工人 |
| 楊證樺 | 閻氏子弟 | 吉慶堂工人 |
| 陸駿光 | 工 人    | 吉慶堂工人 |
| 鄧榮燊 | 閻氏父老 | （演員無被列名，第17、23、26集）                                                                                           |

### 宋家

#### 宋家長房
| 演員   | 角色   | 暱稱／關係 |
| 陳錫江 | 宋釐信 | 又名宋斌 宋家長房先老爺／宋族前當家 焦玉之亡夫 宋東陽、宋東曉之亡父 年輕時曾污辱桂蘭並逼其打胎 臨死前因怕繼室會紅杏出牆而欲殺害對方陪葬，但未成事便病死 （演員無被列名，第10集） |
| 蔡少芬 | 焦 玉  | 宋當家、釐信嫂 宋家長房奶奶／宋族當家 宋釐信之繼室 宋東陽之二娘 宋東曉之母 與閻萬曦互相利用，最後互相愛慕 於第30集預備冤枉閻萬曦與其有染來報喪子之仇，卻最後放下仇恨 於第31集被宋東昇陷害與閻萬曦有染而被竹去點天燈，到最後被對方釋放 於第32集被喬老二槍殺，因閻萬曦已成又聾又盲所以並無發現其已死 |
| 黃德斌 | 宋東陽 | 東陽少爺 宋家長房大少爺 宋釐信之子 焦玉之繼子 舒朗月、家春分之夫 宋東昇之堂兄兼好友 自己無法生兒育女 於第13集接任當家之職 於第28集因其妻之死而離開閻家鋪 |
| 邵美琪 | 舒朗月 | 東陽嫂 宋家長房大少奶 宋東陽之妻，爲童養媳 於第12集毒死桂蘭 於第22集決定要爲長房添丁而去打種 於第28集因丈夫酒後道出自己不能生育而間接揭發其懷有孽種而自殺，卻最後被發現根本無懷孕 |
| 佘詩曼 | 家春分 | 宋家長房細少奶 宋東陽之妾 計明鳳之好友 原與宋東昇有婚約，被退婚兩年後嫁給宋東陽，但後來與宋東昇相戀 於第9集被宋家騙與宋東昇打種令其懷孕 於第14集流產 於第18集因早前被馬賊捉走而被兩族人視爲失節不祥人並險些被點天燈，後來發現自己也愛上宋東昇 於第28集發現自己懷有宋東昇之骨肉 於第32集趕去天燈台時被馬賊淫辱，四年後與茅土失散並被懷疑已死，而女兒小卓就由對方撫養 於2006年疑似重回閻家鋪並與宋東昇重遇（或屬幻覺） |
| 許文浩 | 宋東曉 | 曉官 宋家長房細少爺 宋釐信、焦玉之子 宋東陽之弟 於第5集被柺子佬捉走，後被救回 於第20在閻萬曦與喬老二駁火中被擊中而身亡 |
| 馬海倫 | 桂 蘭  | 桂蘭姐 宋家長房管家 年輕時被宋釐信污辱所以對宋家懷有仇恨 於第10集發現自己因當年胎死腹中導致現時五臟六腑受損，因此決定臨死前向宋家報仇 於第12集放棄報仇，卻最後被舒朗月毒害身亡 |
| 廖麗麗 | 淑     | 姑 宋家長房僕人 於第29集被辭退 |
| 邵卓堯 | 順 安  | 宋家長房僕人 於第29集被辭退 |

#### 宋家各偏房
| 演員   | 角色     | 暱稱／關係 |
| 子明   | 宋釐貴   | 五叔 宋氏父老 宋東陽之堂叔 一直欲取代長房成爲當家 於第29集因長房失勢而當上當家，並與閻國業勾結陷害焦玉 |
| 陳狄克 | 宋釐誠   | 釐誠叔 宋氏父老 宋東陽之堂叔 |
| 葉 佳  | 宋釐甘   | 十一叔、甘大叔 宋氏父老 宋東陽之堂叔（演員無被列名，第3、5、8、13、15－18、25集） |
| 陳 豪  | 宋東昇   | 宋釐富之子 宋東陽之堂弟兼好友 兩年前因與寡婦茅小卓相戀而被逐出山 曾與家春分有婚約卻退婚，後與其逐漸相戀 於第9集被茅小卓所騙而誤會閻萬曦曾輕薄茅小卓並把其滅口 於第17集向家春分表白 於第31集爲報仇而陷害閻萬曦與焦玉有染，最後釋放二人 於第32集之六年後重遇茅土與家春分爲其所生之女兒小卓 |
| 張漢斌 | 宋世文   | 宋氏第三代子弟 |
| 岑寶兒 | 文 妻    | 宋世文之妻 |
| 彭冠中 | 宋世強   | 宋氏第三代子弟 |
| 麥子樂 | 宋氏子弟 | 宋氏第三代子弟 |
| 羅天池 | 宋氏子弟 | 宋氏第三代子弟 |
| 趙敏通 | 宋氏子弟 | 宋氏第三代子弟 |
| 潘 標  | 宋氏父老 | （演員無被列名，第3、8、13、15－18集） |

### 茅家
| 演員   | 角色   | 暱稱／關係 |
| 陳鴻烈 | 茅 土  | 茅大叔 打井師傅 茅小琴、茅小卓之父 與宋東昇爲忘年之交，後欲與其上契 於第31集透露因誤會長女曾被閻萬曦所辱而早已將閻家鋪地下之煤礦燃著 於第32集之六年後與宋東昇重遇並被發現自從家春分失蹤後一直照顧其女兒 |
|        | 茅小卓 | 茅土之長女 茅小琴之姊 輔璋嫂之媳婦 於第1集（兩年前）因身爲寡婦卻與宋東昇相戀而觸犯族例，被點天燈致死 |
| 周家怡 | 茅小琴 | 茅土之幼女 茅小卓之妹 天生有兔唇缺陷 原本憎恨宋東昇害死其家姐，後愛上對方 於第9集聲稱其姊曾被閻家長輩欺負而間接令宋東昇誤會閻萬曦爲始作俑者 於第30集回上山阻止宋東昇報仇卻遇上喬老二而被殺害            |

### 其他演員
| 演員                    | 角色   | 暱稱／關係 |
| 冼灝英                  | 曹 承  | 曹軍長 國民軍軍長 欲與吉慶堂合作軍火私幫生意 於第17集帶軍駐紮閻家鋪卻因宋家假扮馬賊而被嚇走 於第25集得悉被騙而以抽壯丁作威脅來換取金銀                                                   |
| 郭耀明                  | 喬老二 | 虎哥 馬賊首領 左芷君之現夫，與其育有一子 於第19集被誤會爲馬賊嘍囉而被捉 於第20集被其妻所救，但對方與其逃走時被槍殺 於第30集殺害茅小琴 於第32集帶同部屬打盲閻萬曦，殺害焦玉，並包圍閻家鋪 |
| 李啟傑                  | 計元德 | 省城錢莊大少爺 計明鳳之兄 因家族生意有危機而將親妹許配給閻萬曦來換取禮金 |
| 余慕蓮                  | 分 母  | 家家寨居民 家春分之母 於第4集被馬賊殺害 |
| 邱南隆                  | 元大叔 | 家家寨居民 家春分之父 於第4集被馬賊殺害 |
| 孫季卿                  | 孔老師 | 私塾老師 |
| 陳勉良                  | 華大夫 | 藥店醫師 |
| 趙樂賢 （配音：潘文柏） | 馬 賊  | 喬老二之部下 於第3集被計明鳳、家春分殺死 |
| 黎栢堅                  | 副 官  | 曹承之副官 |
| 楊家輝                  | 內 奸  | 吉慶堂工人／馬賊內應（演員無被列名，第3集） |
| 許思敏                  | 鋪 民  | （演員無被列名，第6集） |
| 陳鳳冰                  | 大妗姐 | （演員無被列名，第6集） |
| 楊家盛                  | 沃 明  | 學生（演員無被列名，第13集） |

## 收視

### 香港收视
以下為該劇於香港無綫電視翡翠台之收視紀錄：
| 週次 | 日期                  | 平均收視 | 最高收視 |
| ---- | --------------------- | -------- | -------- |
| 1    | 2006年5月1日-5月5日   | 34點     | 36點     |
| 2    | 2006年5月8日-5月12日  | 33點     | 35點     |
| 3    | 2006年5月15日-5月19日 | 32點     | 33點     |
| 4    | 2006年5月22日-5月26日 | 32點     | 35點     |
| 5    | 2006年5月29日-6月2日  | 32點     | 34點     |
| 6    | 2006年6月5日-6月9日   | 33點     | 37點     |
| 7    | 2006年6月12日         | 35點     | 38點     |

### 广州收视
| 集数  | CSM合计 | 集数  | AGB省网 | AGB市网 | AGB合计 |
| ----- | ------- | ----- | ------- | ------- | ------- |
| 1-23  | 19.33   | 1-5   | 7.6     | 8.7     | 16.3    |
| 24-31 | 19.6    | 6-10  |         |         |         |
|       |         | 11-14 |         |         |         |
|       |         | 15-20 | 8.8     | 9.7     | 18.5    |
|       |         | 21-25 |         |         |         |
|       |         | 26-30 |         |         |         |
|       |         | 31    | 9.9     | 9.3     | 19.2    |

## 相關研究文獻
- 周潞鷺、董若《〈火舞黃沙〉（2006）：精緻的政治寓言與急切的女性主義》（收錄於《日出照舊：香港電視劇與陸港關係》，商務印書館，2024，ISBN：978-962-07-4703-8）

## 外部連結
- 無綫電視官方網頁 - 火舞黃沙
- 《火舞黃沙》 GOTV 第1集重溫

| 高朋滿座 4月10日-3月10日   |                                          |                                          |                                          |                            |                            |
| 女人唔易做 -5月14日        | 女人唔易做 -5月14日                      | 飛短留長父子兵 5月19日-6月9日            | 飛短留長父子兵 5月19日-6月9日            | 男人之苦 6月13日-          | 男人之苦 6月13日-          |
| 上一套： 潮爆大狀 -4月28日 | 翡翠台第三綫劇集 火舞黃沙 5月1日-6月12日 | 翡翠台第三綫劇集 火舞黃沙 5月1日-6月12日 | 翡翠台第三綫劇集 火舞黃沙 5月1日-6月12日 | 下一套： 法證先鋒 6月13日- | 下一套： 法證先鋒 6月13日- |

| 香港、 马来西亚、 新加坡 TVB星河频道 好戏珍藏馆时段 · 星期一至五 20:30-21:30 | 香港、 马来西亚、 新加坡 TVB星河频道 好戏珍藏馆时段 · 星期一至五 20:30-21:30 | 香港、 马来西亚、 新加坡 TVB星河频道 好戏珍藏馆时段 · 星期一至五 20:30-21:30 |
| ---------------------------------------------------------------------------- | ---------------------------------------------------------------------------- | ---------------------------------------------------------------------------- |
|                                                                              | 火舞黃沙 （2022年10月19日 - 2022年12月1日）                                  |                                                                              |
| 再生缘 （2022年9月5日－2022年10月18日）                                      | 月兒彎彎照九州 （2022年12月2日－2022年12月29日）                             |                                                                              |